# Roberto César (football, 1985)
Pour les articles homonymes, voir Roberto César (homonymie) et César.
Roberto César Zardim Rodrigues dit Roberto César est un footballeur brésilien né le 19 décembre 1985 à Veranópolis. Il est attaquant.

## Biographie
Roberto César joue dans plusieurs clubs brésiliens, notamment Figueirense, Avaí et Coritiba. Il évolue également dans des clubs japonais : l'Albirex Niigata et le FC Tokyo. 

## Palmarès
- Champion de l'État de Santa Catarina en 2010 avec Avaí
- Champion de l'État du Paraná en 2012 avec Coritiba
- Champion de J-League 2 en 2011 avec le FC Tokyo